# Fresnoy-en-Chaussée
 Fresnoy-en-Chaussée  es una población y comuna francesa, en la región de Picardía, departamento de Somme, en el distrito de Montdidier y cantón de Moreuil.

## Demografía
| 97 | 103 | 67 | 73 | 84 | 111 |
| Para los censos de 1962 a 1999 la población legal corresponde a la población sin duplicidades (Fuente: INSEE [Consultar]) |     |    |    |    |     |